# Sixto (Orol)
Sixto (llamada oficialmente Santa María do Sisto) es una parroquia y una aldea española del municipio de Orol, en la provincia de Lugo, Galicia.

## Otras denominaciones
La parroquia también es conocida por los nombres de Santa María de Sisto y Santa María de Sixto.

## Organización territorial
La parroquia está formada por dieciocho entidades de población, constando catorce de ellas en el nomenclátor del Instituto Nacional de Estadística español:

### Entidades de población
Entidades de población que forman parte de la parroquia:
- A Corredoira
- Cabanas
- Campos[8] (Os Campos)
- Cargadoiro[9] (O Cargadoiro)
- Carreira[10] (A Carreira)
- Cebrán
- Cernada[11] (A Cernada)
- Coto[12] (O Coto da Rega)
- Lombao
- Nogueira
- Pe da Veiga[13] (O Pé da Veiga)
- Pereiras[14] (As Pereiras)
- Rega[12] (A Rega)
- Sixto[15] (O Sisto)
- Vilariño[16] (O Vilariño)

### Despoblados
Despoblados que forman parte de la parroquia:
- Carrusco[17] (O Carrusco)
- Couce de Paredes[18] (O Couce de Paredes)
- Silvoso

## Demografía

### Parroquia
| Gráfica de evolución demográfica de Sixto (parroquia) entre 2000 y 2020 |
|                                                                         |
| Datos según el nomenclátor publicado por el INE.                        |

### Aldea
| Gráfica de evolución demográfica de Sixto (aldea) entre 2000 y 2020 |
|                                                                     |
| Datos según el nomenclátor publicado por el INE.                    |